# Maria Sideri
Maria Sideri (grekiska: Μαρία Σίδερη) är en grekisk skådespelerska.

## Roller (i urval)
- 2000 – Mavro Gala
- 2002 – Meta Tis 11 (kortfilm)